# 공 (악기)

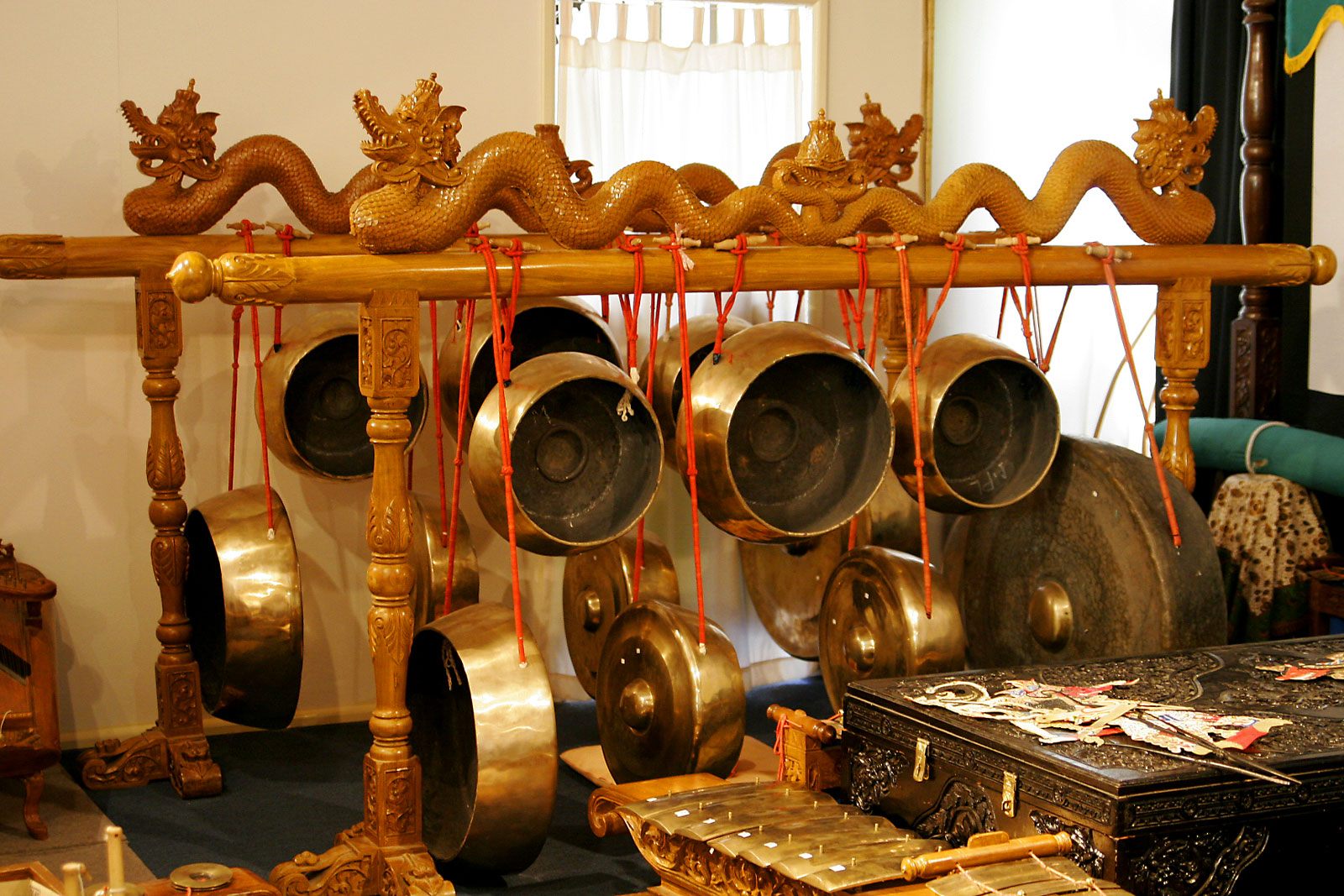
인도네시아 가믈란 음악에 쓰이는 공.

공(gong, 일본어: ゴング 곤구[*], 문화어: 공그)은 동아시아·동남아시아의 타악기이다. 오늘날 유럽 음악에서 쓰고 있는 것은 대부분이 중국의 동라로 18세기 말 이미 사용한 예가 있다. 중앙이 우묵한 금속제의 원반이며 나무틀에 매달아 보통 큰북의 북채로 때려 소리를 낸다. 일반적으로 다른 타악기만큼 많이 쓰이지는 않으나 독특한 울림을 가지고 있어 극적인 효과를 얻을 수가 있다.

## 같이 보기
- 인도네시아 음악

## 참고 자료
- 이 문서에는 다음커뮤니케이션(현 카카오)에서 GFDL 또는 CC-SA 라이선스로 배포한 글로벌 세계대백과사전의 내용을 기초로 작성된 글이 포함되어 있습니다.